# Международная конвенция по обмеру судов
Международная Конвенция по обмеру судов 1969 г. (англ. International Convention on Tonnage Measurement of Ships) — международная конвенция, разработанная Международной морской организацией (ИМО), подписанная в Лондоне 23 июня 1969 г. и вступившая в силу 18 июля 1982 г. 
Конвенция, насчитывающая 150 государств-участников, устанавливает принципы и правила определения вместимости судов и порядок выдачи, аннулирования и признания мерительных свидетельств, а также их форму.
Приложение I к Конвенции содержит Правила определения валовой и чистой вместимости судов, а Приложение II - Форму международного мерительного свидетельства 1969 г.